# Sara Nice
Sara Nice (18 de agosto de 1981) es una actriz pornográfica polaca.

## Biografía
Sara trabajaba en un pequeño bar de su localidad donde uno de sus amigos la animó para introducirse en el mundo del hardcore, sus comienzos fueron en el cine porno alemán. Su pasatiempo preferido es pasear al perro y caminar por los bosques cercanos.
Durante 2007 participó activamente en el portal de la empresa Bang Bros.